# میریام کاتانیا
میریام کاتانیا (انگلیسی: Myriam Catania؛ زادهٔ ۱۲ دسامبر ۱۹۷۹) بازیگر، صداپیشه اهل ایتالیا است.
از جمله آثار او می‌توان به بازی در سریال تلویزیونی افسران پلیس، بال‌های زندگی و خوشبختی فرا رسیده‌است اشاره کرد.